# 2008年夏季残疾人奥林匹克运动会乒乓球比赛
2008年夏季残疾人奥林匹克运动会的乒乓球比賽由9月7日至9月15日（其中9月12日为机动日）在北京大学体育馆舉行，比賽合共產生24枚金牌。

## 比赛分级
- 依运动员残障程度由重到轻分为TT1~TT10十组，其中TT1~TT5为坐姿组，TT6~TT10为站姿组。[1]

## 比賽項目
本届射击比赛共设男女各2个小项计24组比赛，其中男子13组，女子11组。
- 男子单打（TT1、TT2、TT3、TT4-TT5、TT6、TT7、TT8、TT9-TT10）
- 女子单打（TT1-TT2、TT3、TT4、TT5、TT6-TT7、TT8、TT9、TT10）
- 男子团体（TT1-TT2、TT3、TT4-TT5、TT6-8、TT9-10）
- 女子团体（TT1-TT3、TT4-TT5、TT6-TT10）

## 參賽資格
本届比赛共有264名运动员（男子168名，女子96名）参赛，其中每个国家协会每个单项最多只能派3人参赛。

名额分配给运动员本人。

所有参赛运动员必须在2007年底世界排名上有排名并且获得足够的积分。

### 資格賽名額

#### 男子
| 資格賽                | 出線資格                                 | 总名額數量 | 备注 |
| --------------------- | ---------------------------------------- | ---------- | ---- |
| 各大洲预选赛          | 亚太区冠军                               | 8個        |      |
| 各大洲预选赛          | 欧洲冠军                                 | 8个        |      |
| 各大洲预选赛          | 非洲冠军                                 | 8个        |      |
| 各大洲预选赛          | 泛美冠军                                 | 8个        |      |
| 2007IPC乒乓球世界排名 | 排名                                     | 120個      |      |
| 外卡选手              | 由国际残奥会和国际残奥会乒乓球委员会发放 | 16个       |      |
| 合计                  | 合计                                     | 168个      |      |

#### 女子
| 資格賽                | 出線資格                                 | 总名額數量 | 备注 |
| --------------------- | ---------------------------------------- | ---------- | ---- |
| 各大洲预选赛          | 亚太区冠军                               | 8個        |      |
| 各大洲预选赛          | 欧洲冠军                                 | 8个        |      |
| 各大洲预选赛          | 非洲冠军                                 | 8个        |      |
| 各大洲预选赛          | 泛美冠军                                 | 8个        |      |
| 2007IPC乒乓球世界排名 | 排名                                     | 53個       |      |
| 外卡选手              | 由国际残奥会和国际残奥会乒乓球委员会发放 | 11个       |      |
| 合计                  | 合计                                     | 96个       |      |

### 资格获得情况

#### 个人
- 外部链接：ITTF Para：单打排序[]

#### 团体
- 外部链接：ITTF Para：团体名单[]

## 各國獎牌榜
| 排名 | 国家／地区        | 金牌 | 银牌 | 铜牌 | 總數 |
| ---- | ----------------- | ---- | ---- | ---- | ---- |
| 1    | 中国（CHN）       | 13   | 6    | 3    | 22   |
| 2    | 法国（FRA）       | 4    | 3    | 5    | 12   |
| 3    | 韩国（KOR）       | 1    | 2    | 4    | 7    |
| 4    | 德国（GER）       | 1    | 2    | 1    | 4    |
| 4    | 斯洛伐克（SVK）   | 1    | 2    | 1    | 4    |
| 6    | 波兰（POL）       | 1    | 2    | 0    | 3    |
| 7    | 俄罗斯（RUS）     | 1    | 1    | 0    | 2    |
| 8    | 奥地利（AUT）     | 1    | 0    | 0    | 1    |
| 8    | 丹麦（DEN）       | 1    | 0    | 0    | 1    |
| 10   | 意大利（ITA）     | 0    | 2    | 1    | 3    |
| 11   | 西班牙（ESP）     | 0    | 1    | 2    | 3    |
| 12   | 瑞典（SWE）       | 0    | 1    | 1    | 2    |
| 13   | 巴西（BRA）       | 0    | 1    | 0    | 1    |
| 13   | 塞尔维亚（SRB）   | 0    | 1    | 0    | 1    |
| 15   | 荷兰（NED）       | 0    | 0    | 2    | 2    |
| 16   | 约旦（JOR）       | 0    | 0    | 1    | 1    |
| 16   | 挪威（NOR）       | 0    | 0    | 1    | 1    |
| 16   | 斯洛文尼亚（SLO） | 0    | 0    | 1    | 1    |
| 16   | 土耳其（TUR）     | 0    | 0    | 1    | 1    |
| 总计 | 总计              | 24   | 24   | 24   | 72   |

## 各項成績

### 男子
| 项目        | 金牌                                                        | 银牌                                                                          | 铜牌                                                              |
| 单打M1级    | 安德烈亚斯·韦韦拉 · 奥地利（AUT）                           | 赵在宽 · 韩国（KOR）                                                          | 李海昆 · 韩国（KOR）                                              |
| 单打M2级    | 樊尚·布里 · 法国（FRA）                                     | 斯特凡纳·莫利安 · 法国（FRA）                                                 | 金庆默 · 韩国（KOR）                                              |
| 单打M3级    | 冯攀峰 · 中国（CHN）                                        | 让－菲利普·罗班 · 法国（FRA）                                                 | 托马斯·皮尼亚斯 · 西班牙（ESP）                                   |
| 单打M4-5级  | 克里斯托夫·迪朗 · 法国（FRA）                               | 郑恩昌 · 韩国（KOR）                                                          | 汤米·于尔海于格 · 挪威（NOR）                                     |
| 单打M6级    | 彼得·罗森迈耶 · 丹麦（DEN）                                 | 丹尼尔·阿诺尔德 · 德国（GER）                                                 | 尼科·布洛克 · 荷兰（NED）                                         |
| 单打M7级    | 约亨·沃尔默特 · 德国（GER）                                 | 叶超群 · 中国（CHN）                                                          | 阿尔瓦罗·巴莱拉 · 西班牙（ESP）                                   |
| 单打M8级    | 陈刚 · 中国（CHN）                                          | 彼得·格鲁津 · 波兰（POL）                                                     | 米罗斯拉夫·扬博尔 · 斯洛伐克（SVK）                               |
| 单打M9-10级 | 葛杨 · 中国（CHN）                                          | 马麟 · 中国（CHN）                                                            | 弗雷德里克·安德松 · 瑞典（SWE）                                   |
| 团体M1-2级  | 斯洛伐克（SVK） · 拉斯蒂斯拉夫·雷武茨基 · 扬·里亚波什       | 法国（FRA） · 樊尚·布里 · 让－弗朗索瓦·迪凯 · 达米安·门内拉 · 斯特凡纳·莫利安 | 韩国（KOR） · 赵在宽 · 金贡镛 · 金庆默 · 李海                     |
| 团体M3级    | 法国（FRA） · 亚恩·吉扬 · 弗洛里安·梅里安 · 让－菲利普·罗班 | 巴西（BRA） · 韦尔德·克纳夫 · 路易斯·阿尔加西尔·席尔瓦                        | 中国（CHN） · 冯攀峰 · 高延明 · 赵平                              |
| 团体M4-5级  | 韩国（KOR） · 崔庆植 · 郑恩昌 · 金秉永                      | 中国（CHN） · 白刚 · 郭兴元 · 张岩                                            | 法国（FRA） · 克里斯托夫·迪朗 · 埃默里克·马丁 · 马克西姆·托马     |
| 团体M6-8级  | 中国（CHN） · 陈刚 · 李满洲 · 覃小俊 · 叶超群               | 斯洛伐克（SVK） · 里哈德·切伊泰 · 米罗斯拉夫·扬博尔                           | 法国（FRA） · 斯特凡纳·梅西 · 阿兰·皮雄 · 弗朗索瓦·塞里尼亚       |
| 团体M9-10级 | 中国（CHN） · 陈超 · 葛杨 · 吕晓磊 · 马麟                   | 西班牙（ESP） · 豪尔赫·卡多纳 · 何塞·曼努埃尔·鲁伊斯                          | 法国（FRA） · 吉勒·德拉布尔多奈 · 热雷米·鲁索 · 克里斯托夫·罗齐耶 |

### 女子
| 项目        | 金牌                                          | 银牌                                                                            | 铜牌                                                                                           |
| 单打F1-2级  | 刘静 · 中国（CHN）                            | 帕梅拉·佩祖托 · 意大利（ITA）                                                   | 克拉拉·波达 · 意大利（ITA）                                                                    |
| 单打F3级    | 李倩 · 中国（CHN）                            | 阿莱娜·卡诺娃 · 斯洛伐克（SVK）                                                 | 马泰娅·平塔尔 · 斯洛文尼亚（SLO）                                                              |
| 单打F4级    | 周影 · 中国（CHN）                            | 鲍里斯拉娃·佩里奇 · 塞尔维亚（SRB）                                             | 文成惠 · 韩国（KOR）                                                                           |
| 单打F5级    | 任桂香 · 中国（CHN）                          | 顾改 · 中国（CHN）                                                              | 安德烈娅·齐默勒 · 德国（GER）                                                                  |
| 单打F6-7级  | 纳塔利娅·马尔季亚舍娃 · 俄罗斯（RUS）         | 尤利娅·奥夫相尼科娃 · 俄罗斯（RUS）                                             | 凯莉·范佐恩 · 荷兰（NED）                                                                      |
| 单打F8级    | 图·卡姆卡松蒲 · 法国（FRA）                   | 约瑟芬·亚伯拉罕松 · 瑞典（SWE）                                                 | 张小玲 · 中国（CHN）                                                                           |
| 单打F9级    | 雷丽娜 · 中国（CHN）                          | 刘美丽 · 中国（CHN）                                                            | 内斯利汗·卡瓦什 · 土耳其（TUR）                                                                |
| 单打F10级   | 娜達莉雅·柏迪卡 · 波兰（POL）                 | 范蕾 · 中国（CHN）                                                              | 侯春晓 · 中国（CHN）                                                                           |
| 团体F1-3级  | 中国（CHN） · 李倩 · 刘静                     | 意大利（ITA） · 米凯拉·布鲁内利 · 费代丽卡·库迪亚 · 帕梅拉·佩祖托 · 克拉拉·波达 | 法国（FRA） · 范妮·贝特朗 · 玛丽－克里斯蒂娜·菲尤 · 伊莎贝尔·拉费·马尔齐乌 · 斯特凡妮·马里亚热 |
| 团体F4-5级  | 中国（CHN） · 顾改 · 任桂香 · 张变 · 周影     | 德国（GER） · 莫妮卡·西科拉·魏因曼 · 安德烈娅·齐默勒                            | 约旦（JOR） · 赫塔姆·阿布－阿瓦德 · 法蒂玛·阿扎姆 · 玛哈·巴尔古提                              |
| 团体F6-10级 | 中国（CHN） · 范蕾 · 侯春晓 · 雷丽娜 · 刘美丽 | 波兰（POL） · 玛乌戈热塔·热拉克 · 娜達莉雅·柏迪卡                               | 法国（FRA） · 安妮·巴内乌 · 图·卡姆卡松蒲 · 奥德蕾·莫尔万 · 克莱雷·迈里                        |

## 外部連結
- 本屆残奧会各項項目比賽時間表
- (pdf). IPC.[]
- 国际残奥会官方网站（页面存档备份，存于）
- 国际乒联（页面存档备份，存于）
- 国际乒联残疾人部[]
- 国际乒联残疾人部中国大陆入口